# Công tước phu nhân xứ Cornwall
Công tước phu nhân xứ Cornwall  (tiếng Anh: Duchess of Cornwall), còn được gọi là Bà Công tước xứ Cornwall, là danh hiệu dành cho vợ của Công tước xứ Cornwall.
Đây là một tước hiệu được tạo ra thuộc Đẳng cấp quý tộc Anh, theo truyền thống sẽ được giữ bởi con dâu cả của đương kim quốc vương Anh. Công quốc Cornwall là công quốc đầu tiên được thành lập ở Anh, theo Hiến chương Vương gia vào năm 1337.

## Lịch sử
Tước vị Công tước xứ Cornwall luôn thuộc về con trai trưởng của Quân vương. Cornwall là tước công tước đầu tiên được trao trong Vương quốc Anh. Tước vị này được ban đầu tiên cho Edward, Vương tử đen, con trai trưởng của Edward III năm 1337 nên vợ của vương tử tức Joan xứ Kent chính là người đầu tiên nắm giữ tước vị Công tước phu nhân xứ Cornwall.

## Công tước phu nhân xứ Cornwall hiện nay
Công tước phu nhân xứ Cornwall hiện tại là Catherine, Vương phi xứ Wales, con dâu của Vua Charles III và là vợ của William, Thân vương xứ Wales. Catherine được chính thức phong tước vị Công tước phu nhân xứ Cornwall vào ngày 8 tháng 9 năm 2022 sau sự qua đời của Nữ Vương Elizabeth II.

## Danh sách Công tước phu nhân xứ Cornwall
| Chân dung | Tên gọi                                | Ngày sinh            | Kết hôn              | Trở thành Công tước phu nhân xứ Cornwall | Hôn phối                       | Thay đổi tước vị | Ngày mất             |                    |
| --------- | -------------------------------------- | -------------------- | -------------------- | ---------------------------------------- | ------------------------------ | --- | -------------------- | ------------------ |
|           | Joan xứ Kent                           | 19 tháng 9 năm 1328  | 10 tháng 10 năm 1361 | 10 tháng 10 năm 1361                     | Edward xứ Woodstock            | 7 tháng 6 năm 1376 Chồng qua đời; trở thành cựu Công tước phu nhân xứ Cornwall                                                               | 7 tháng 8 năm 1385   |                    |
|           | Anne Neville                           | 11 tháng 6 năm 1456  | 13 tháng 12 năm 1470 | 13 tháng 12 năm 1470                     | Edward xứ Westminster          | 4 tháng 5 năm 1471 Chồng qua đời; trở thành cựu Công tước phu nhân xứ Cornwall; sau đó trở thành Vương hậu với tư cách là vợ của Richard III | 16 tháng 3 năm 1485  |                    |
|           | Catalina của Aragón                    | 16 tháng 12 năm 1485 | 14 tháng 11 năm 1501 | 14 tháng 11 năm 1501                     | Arthur Tudor                   | 2 tháng 4 năm 1502 Chồng qua đời; trở thành cựu Công tước phu nhân xứ Cornwall; sau đó trở thành Vương hậu với tư cách là vợ Henry VIII      | 7 tháng 1 năm 1536   | 7 tháng 1 năm 1536 |
|           | Caroline xứ Ansbach                    | 1 tháng 3 năm 1683   | 22 tháng 8 năm 1705  | 1 tháng 8 năm 1714                       | George Augustus                | 11 tháng 6 năm 1727 Chồng lên ngôi trở thành George II; trở thành Vương hậu                                                                  | 20 tháng 11 năm 1737 |                    |
|           | Augusta xứ Sachsen-Gotha-Altenburg     | 30 tháng 11 năm 1719 | 17 tháng 4 năm 1736  | 17 tháng 4 năm 1736                      | Frederick Louis                | 31 tháng 3 năm 1751 Chồng qua đời; trở thành cựu Công tước phu nhân xứ Cornwall                                                              | 8 tháng 2 năm 1772   |                    |
|           | Caroline của Braunschweig-Wolfenbüttel | 17 tháng 5 năm 1768  | 8 tháng 4 năm 1795   | 8 tháng 4 năm 1795                       | George Augustus Frederick      | 29 tháng 1 năm 1820 Chồng lên ngôi trở thành George IV; trở thành Vương hậu                                                                  | 7 tháng 8 năm 1821   |                    |
|           | Alexandra của Đan Mạch                 | 1 tháng 12 năm 1844  | 10 tháng 3 năm 1863  | 10 tháng 3 năm 1863                      | Albert Edward                  | 22 tháng 1 năm 1901 Chồng lên ngôi trở thành Edward VII; trở thành Vương hậu                                                                 | 20 tháng 11 năm 1925 |                    |
|           | Mary xứ Teck                           | 26 tháng 5 năm 1867  | 6 tháng 7 năm 1893   | 22 tháng 1 năm 1901                      | George Frederick Ernest Albert | 6 tháng 5 năm 1910 Chồng lên ngôi trở thành George V; trở thành Vương hậu                                                                    | 24 tháng 3 năm 1953  |                    |
|           | Diana Spencer                          | 1 tháng 7 năm 1961   | 29 tháng 7 năm 1981  | 29 tháng 7 năm 1981                      | Charles Philip Arthur George   | 28 tháng 8 năm 1996 Ly hôn | 31 tháng 8 năm 1997  |                    |
|           | Camilla Shand                          | 17 tháng 7 năm 1947  | 9 tháng 4 năm 2005   | 9 tháng 4 năm 2005                       | Charles Philip Arthur George   | 8 tháng 9 năm 2022 Chồng lên ngôi trở thành Charles III; trở thành Vương hậu                                                                 | Chưa mất             |                    |
|           | Catherine Middleton                    | 9 tháng 1 năm 1982   | 29 tháng 4 năm 2011  | 8 tháng 9 năm 2022                       | William Arthur Philip Louis    | Đương nhiệm | Chưa mất             |                    |

1. ↑  The press secretary to the Queen. "DIVORCE: STATUS AND ROLE OF THE PRINCESS OF WALES". PR Newswire. Buckingham Palace. Truy cập ngày 9 tháng 7 năm 2015.